# Xã Rock Hill, Quận Burleigh, Bắc Dakota
Xã Rock Hill (tiếng Anh: Rock Hill Township) là một xã thuộc quận Burleigh, tiểu bang Bắc Dakota, Hoa Kỳ. Năm 2010, dân số của xã này là 25 người.